# Direttore tecnico (diritto)
Il direttore tecnico (in inglese chief technology officer o chief technical officer, in sigla CTO) è un membro del consiglio di amministrazione aziendale, incaricato di coordinare le tecnologie e i materiali che possono essere usati per i servizi forniti dalla compagnia.
Molte aziende includono stabilmente il direttore tecnico nel consiglio direttivo aziendale assieme ad amministratore delegato (AD o CEO), direttore operativo (COO), direttore finanziario (CFO) e direttore informatico (CIO): il 60% delle aziende statunitensi, il 67% di quelle europee e il 91% di quelle giapponesi.

## Responsabilità
Le responsabilità del direttore tecnico includono solitamente:
- Il monitoraggio delle nuove tecnologie e la valutazione del loro potenziale applicate a prodotti o servizi;
- la supervisione dei progetti di ricerca per assicurare che portino valore aggiunto alla società;
- la valutazione tecnica del potenziale di eventuali collaborazioni, acquisizioni o fusioni di società.
- promuovere e confrontare il livello tecnologico della propria azienda partecipando a conferenze e fiere e prendendo parte a associazioni o confederazioni o gruppi professionali, ecc.

Il ruolo del direttore tecnico non è un'estensione del ruolo di responsabile di ricerca e sviluppo. Non ha il compito diretto di sviluppare nuovi progetti o nuove idee, ma di vedere e convertire le possibilità offerte dalla tecnologia in decisioni strategiche per l'azienda.
Spesso il responsabile di ricerca e sviluppo e del laboratorio scientifico rispondono al direttore tecnico.

## Storia
Negli anni '50 e '60 molte grandi società crearono dei laboratori di ricerca in posti distanti dalla sede principale e dagli impianti di produzione. L'obiettivo  era coinvolgere dei brillanti scienziati e permetter loro di operare in un ambiente non contaminato dalla routine quotidiana dell'azienda. I responsabili di tali laboratori non partecipavano alle decisioni riguardanti la strategia aziendale. Il loro ruolo era principalmente esplorare e realizzare nuove idee, reclutare i migliori tecnici e scienziati e pubblicare stimati documenti di ricerca.
Alla fine degli anni '80 le società iniziarono a ribattezzare i responsabili di ricerca e sviluppo come Chief Technology Officer. La tecnologia stava divenendo una componente importante dei prodotti tanto che i consigli direttivi riconobbero la necessità di avere un manager che potesse capire le tecnologie e suggerire le opportune applicazioni. Tuttavia le agenzie e gli uffici di selezione del personale continuarono a suggerire per l'incarico di direttore tecnico le stesse persone proposte come responsabili di ricerca e sviluppo. Dopo diverse esperienze con questi candidati risultò chiaro che le caratteristiche del direttore tecnico erano differenti da quelle di responsabile di ricerca e sviluppo. Come conseguenza grandi società come General Electric, Allied Signal, Alcoa, ecc. crearono la figura di direttore tecnico con le caratteristiche attuali.
Negli anni '90 il direttore tecnico ha svolto un ruolo molto importante nelle società operanti nei settori relativi a computer e internet, tanto che attualmente il direttore tecnico viene spesso erroneamente considerato un manager presente soltanto in aziende informatiche o alle dipendenze del direttore informatico. 